# 建平镇 (三台县)
建平镇，是中华人民共和国四川省绵阳市三台县下辖的一个乡镇级行政单位。2019年12月，撤销前锋镇，将其所属行政区域划归建平镇管辖，建平镇人民政府驻建平场社区政府街1号。

## 行政区划
建平镇下辖以下地区：
建平场社区、红星场社区、玉皇村、八角村、龙王塘村、银家湾村、四季村、凉水村、黄瓦村、温江河村、唐桥村、沙坝村、大湾村、老营村、长征村、袁家沟村、芋荷村、栖凤村、姚家祠村、芝麻村和三百店村。